# Eilema nubecula
Eilema nubecula är en fjärilsart som beskrevs av Moore 1879. Eilema nubecula ingår i släktet Eilema och familjen björnspinnare. Inga underarter finns listade i Catalogue of Life.